# Parastemon versteeghii
Parastemon versteeghii är en tvåhjärtbladig växtart som beskrevs av Elmer Drew Merrill och Lily May Perry. Parastemon versteeghii ingår i släktet Parastemon och familjen Chrysobalanaceae. Inga underarter finns listade i Catalogue of Life.